# Chesson Hadley
Chesson Tyler Hadley (Raleigh, 5 juli 1987) is een Amerikaans golfprofessional. Hij debuteerde in 2014 op de Amerikaanse PGA Tour. Eerder speelde hij op de Web.com Tour.

## Golfamateur
Als golfamateur golfde Hadley op de Georgia Tech waar hij drie keer tot All-American werd uitgeroepen. Hij won twee golftoernooien waarvan het kampioenschap van de Atlantic Coast Conference, in 2012. In 2008 speelde hij voor de Palmer Cup-team.

## Golfprofessional
In 2010 maakte hij zijn profdebuut. In 2013 speelde hij op de Web.com Tour en won in juni zijn eerste golftoernooi bij de profs door het Rex Hospital Open te winnen. Met het Web.com Tour Championship, het laatste toernooi van het seizoen, behaalde hij zijn tweede zege op de Web.com Tour. Hij sloot zijn seizoen af met een derde plaats en kreeg hiervoor een speelkaart voor de Amerikaanse PGA Tour in 2014.
Op 9 maart 2014 won hij tijdens zijn eerste seizoen op de PGA Tour met het Puerto Ricaans Open zijn eerste zege op de PGA Tour.

### Overwinningen
Amerikaanse PGA Tour
| # | Jaar | Toernooi            | Score           | Score | Info                              |
| - | ---- | ------------------- | --------------- | ----- | --------------------------------- |
| 1 | 2014 | Puerto Ricaans Open | 68-65-67-67=267 | −21   | Toernooirecord op zijn naam gezet |

Web.com Tour
| # | Jaar | Toernooi                  | Score           | Score | Info |
| - | ---- | ------------------------- | --------------- | ----- | ---- |
| 1 | 2013 | Rex Hospital Open         | 63-69-69-64=265 | −19   |      |
| 2 | 2013 | Web.com Tour Championship | 65-66-70-69=270 | −10   |      |

Overige
- 2012: River Landing Open (eGolf Tour)

## Teamcompetities
Amateur
- Palmer Cup: 2008